# Ronald DiPerna
Ronald J. DiPerna (* 11. Februar 1947 in Somerville, Massachusetts; † 8. Januar 1989 in Princeton, New Jersey) war ein US-amerikanischer Mathematiker, der sich mit nichtlinearen Partiellen Differentialgleichungen (PDE) befasste. Er war Professor an der University of California, Berkeley.

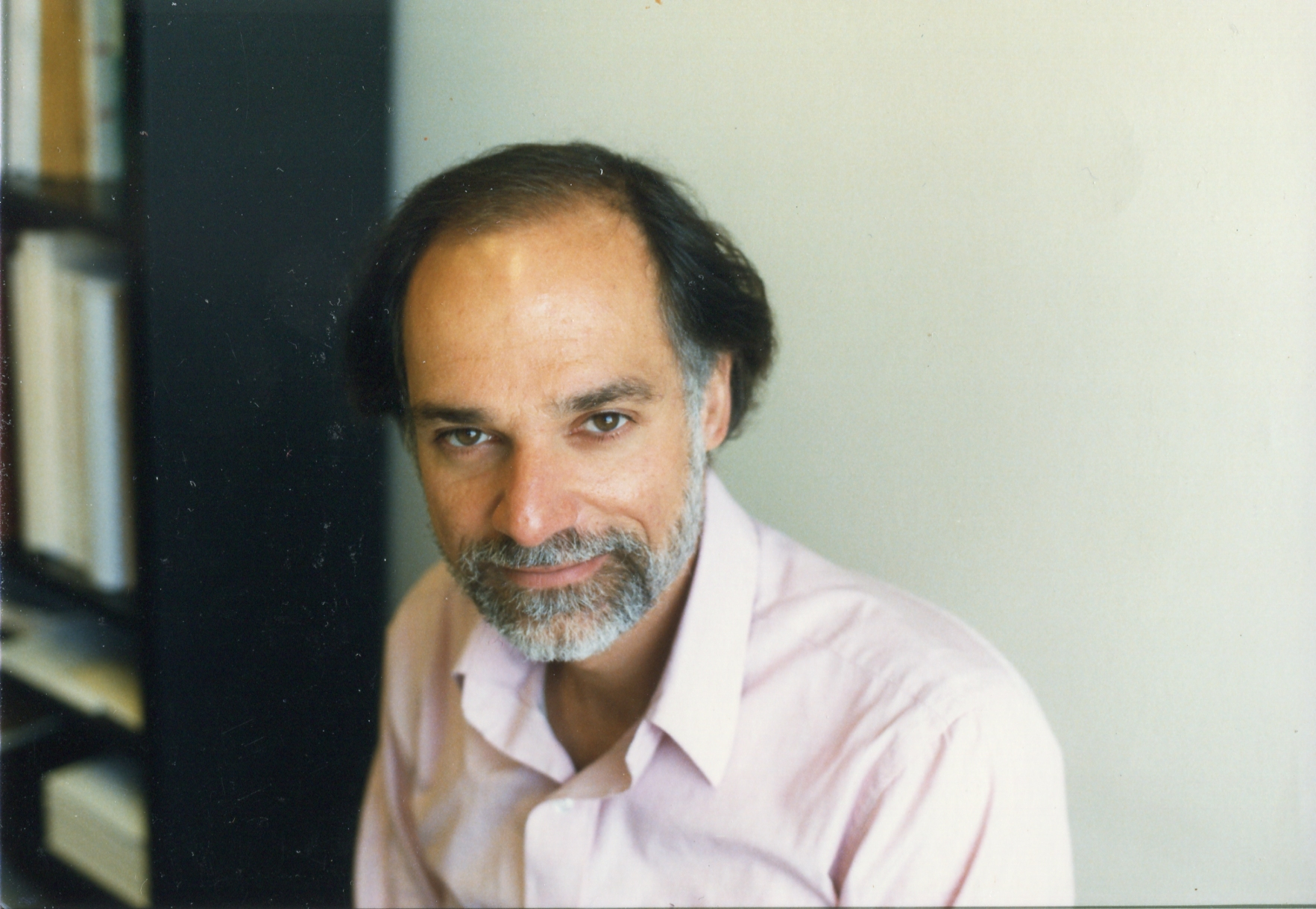
Ronald DiPerna, Berkeley 1985

## Leben und Werk
DiPerna wurde 1972 bei James Glimm am Courant Institute of Mathematical Sciences of New York University promoviert (Global solutions to a class of nonlinear hyperbolic systems). Danach war er an der Brown University, der University of Michigan, der University of Wisconsin und der Duke University, bevor er 1985 als Professor nach Berkeley kam. Er starb mit nur 41 Jahren als er gerade Gastwissenschaftler am Institute for Advanced Study war.
Er befasste sich mit nichtlinearen PDE insbesondere aus Hydrodynamik und kinetischer Gastheorie. Dort entwickelte er die Methode der kompensierten Kompaktheit (Compensated Compactness). Damit bewies er die globale Existenz von schwachen Lösungen bei Gleichungen der Gasdynamik, erzielte Resultate über die Eindeutigkeit, Regularität und das asymptotische Verhalten von Lösungen. Zuletzt befasste er sich mit Integro-Differentialgleichungen der kinetischen Gastheorie (Boltzmann-Gleichung und deren Plasmaphysik-Variante, die Vlasov-Gleichung), in Zusammenarbeit mit Pierre-Louis Lions, und Singularitäten bei inkompressibler Strömung. Mit Andrew Majda begann er ab 1986 das Studium der Eulersche Gleichungen in zwei Dimensionen mit Vortices als Anfangsbedingungen und der Frage der Existenz in der Zeit globaler Lösungen (Einführung der Concentration-Cancellation Methode).
Er war Guggenheim Fellow und Sloan Research Fellow. Er war Invited Speaker auf dem Internationalen Mathematikerkongress in Berkeley 1986 (Compactness of solutions to nonlinear PDE).
Er war mit Maria Schonbeck verheiratet, Professorin für Mathematik an der University of California, Santa Cruz, und hatte eine Tochter.

## DiPerna Lectures
Ihm zu Ehren sind in Berkeley die jährlichen DiPerna Lectures in Angewandter Mathematik benannt, die zuerst 1991 gehalten wurden.
- 1991 Peter Lax
- 1992 Andrew Majda
- 1993 James Glimm
- 1994 Constantine Dafermos
- 1995 Luc Tartar
- 1996 Pierre-Louis Lions
- 1997 Cathleen Morawetz
- 1998 Liu Tai-Ping
- 1999 Heinz-Otto Kreiss
- 2000 Eitan Tadmor
- 2001 Ciprian Foias, Kinetic Formulations of Conservation Laws
- 2002 Andrew M. Stuart (Warwick University), Extracting Macroscopic Dynamics
- 2003 John M. Ball, The Regularity of Minimizers in Elasticity
- 2004 Benoît Perthame
- 2005 Charles Fefferman, Whitney's extension problem and its variants
- 2006 Alberto Bressan, Solutions to hyperbolic conservation laws and their approximations
- 2007 Zheng Yuxi (Pennsylvania State University), Multidimensional systems of conservation laws
- 2008 Gui-Qiang Chen (Northwestern University), Nonlinear Conservation Laws of Mixed Type in Mechanics and Geometry
- 2009 Andrew Majda, Applied and Theoretical Challenges for Multi-Scale Hyperbolic PDEs in the Tropics
- 2010 Lai-Sang Young, Mathematics of shear-induced Chaos
- 2011 Vladimir Rokhlin, A Randomized Approximate Nearest Neighbors Algorithm
- 2012 Emmanuel Candès, Exact Phase Retrieval via Convex Programming
- 2013 Alan C. Newell
- 2014 Takis Souganidis
- 2015 Vladimír Šverák
- 2016 Gilles Lebeau
- 2017 Herbert Koch
- 2018 Wilhelm Schlag
- 2019 Gunther Uhlmann, Seeing Through Space-Time

## Schriften
- Global solutions to a class of nonlinear hyperbolic systems of equations, Comm. Pure Appl. Math. 26 (1973), 1–28
- Existence in the large for quasilinear hyperbolic conservation laws, Arch. Rational Mech. Anal. 52 (1973), 244–257
- Uniqueness of solutions to hyperbolic conservation laws, Indiana Univ. Math. J. 28 (1979), 137–188.
- Convergence of approximate solutions to conservation laws, Arch. Rational Mech. Anal. 82 (1983), 27–70.
- Convergence of the viscosity method for isentropic gas dynamics, Comm. Math. Phys. 91 (1983), 1–30, Online
- Measure-valued solutions to conservation laws, Arch. Rational Mech. Anal. 88 (1985), 223–270.
- Compensated Compactness and general systems of Conservation Laws, Transactions AMS, 292, 1985, 383–420
- mit Pierre-Louis Lions Global weak solutions of Vlasov-Maxwell systems, Comm. Pure Applied Math., 42, 1989, 729–757
- mit Pierre-Louis Lions On the Cauchy problem for Boltzmann equations: global existence and weak stability, Annals of Mathematics, 130, 1989, 321–366
- mit Lions: Ordinary differential equations, Sobolev spaces and transport theory, Inventiones Mathematicae, 98, 1989, 511–547